# سباستین سوریا
آندرس سباستین سوریا کوینتانا (زاده ۸ نوامبر ۱۹۸۳) یک بازیکن فوتبال اهل اروگوئه - قطر است.
سباستین سوریا با ۴۰ گل ملی بهترین گلزن ملی تیم قطر است و همچنین با ۱۲۳ بازی ملی بیش‌ترین تعداد بازی ملی در بین قطری‌ها را دارد.
Andrés Sebastián Soria Quintana (عربی: أندريس سيبستيان سوريا كوينتانا؛ متولد 8 نوامبر 1983) معمولاً با نام سباستین سوریا شناخته می‌شود مهاجم حرفه‌ای در تیم ملی قطر است. او متولد اروگوئه است و از سال 2007 نماینده تیم ملی قطر بوده. سباستین در سال 2008 نامزد جایزه بهترین بازیکن سال آسیا شد. او در حال حاضر رکورد سریع ترین گل زده در تاریخ لیگ قهرمانان آسیا با 9 ثانیه را در اختیار دارد. این گل در سال 2013 زمانی که او برای Lekhwiya SC بازی می کرد به ثبت رسید.

#### حرفه بین المللی
سباستین سوریا سومین گلزن برتر و یکی از پربازدیدترین بازیکنان قطر است.
سوریا در پایساندو به دنیا آمد و بزرگ شد، اما در اوایل فوتبال خود به قطر نقل مکان کرد و تابعیت شد. او در بازی های آسیایی 2006 برای تیم زیر 23 سال قطر به مدال طلا دست یافت. وب سایت رسمی قطر اس سی او را به عنوان متولد 1984 ذکر کرده است. علاوه بر این، وب سایت QFA تاریخ واقعی تولد او را 1983 ذکر کرده است.[7]
سوریا با گلزنی در 20 دقیقه پایانی تیم ملی قطر را نجات داد که به تساوی کمک کرد. این اتفاق در AFC 2007 یکی مقابل ژاپن، و دیگری اخیراً مقابل ویتنام، رخ داد. او همچنین گل برتری مقابل امارات را به ثمر رساند. او تنها بازیکن قطری است که در جام ملت های آسیا 2007 گلزنی کرده است. 
سوریا در مرحله یک چهارم نهایی جام ملت‌های آسیا 2011 یک گل مقابل ژاپن برنده نهایی به ثمر رساند.